# Spilosmylus ocellatus
Spilosmylus ocellatus är en insektsart som först beskrevs av Krüger 1914.  Spilosmylus ocellatus ingår i släktet Spilosmylus och familjen vattenrovsländor. Inga underarter finns listade i Catalogue of Life.